# Rachel Edgren

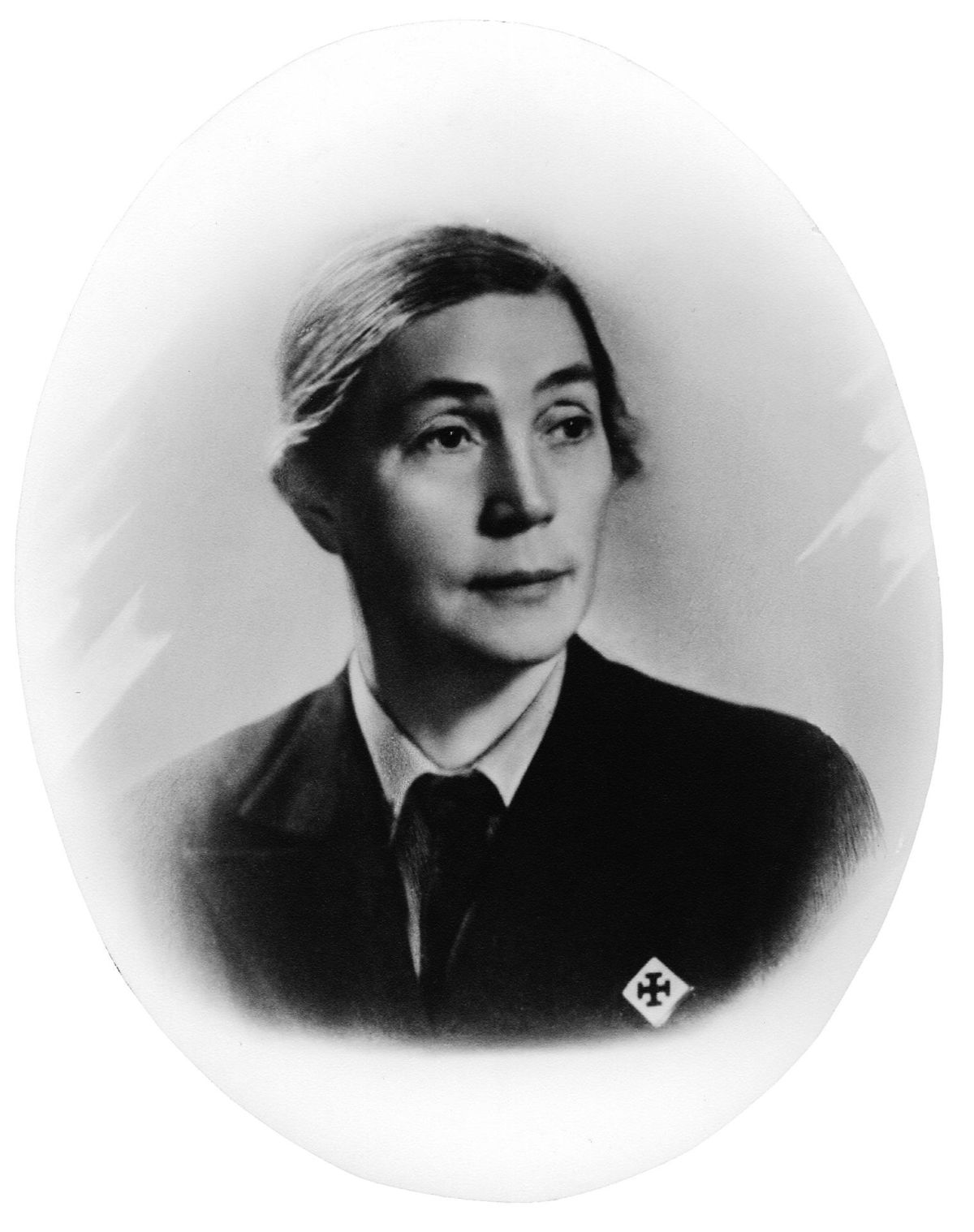
Rachel Edgren

Rachel Edgren, född 29 april 1893 i Nyslott, död 11 november 1957 i Helsingfors, var en finländsk hälsosyster, barnmorska och sjuksköterska. Hon anställdes 1921 vid Samfundet Folkhälsan, där hon gjorde en banbrytande insats som organisator av hälsosysterarbetet och som främjare av den allmänna folkhygieniska upplysningsverksamheten i Svenskfinland.  
Rachel Edgren studerade vid Allmänna barnbördshuset i Helsingfors och blev barnmorska 1914 och avlade därefter också sjuksköterskeexamen vid Helsingfors allmänna sjukhus 1916. Hon tjänstgjorde under en kort tid som länsbarnmorska i Petsamo, men anställdes 1921 av Samfundet Folkhälsan i svenska Finland som hade grundats samma år. I egenskap av Folkhälsans ledande hälsosyster utvecklade hon hälsosysterverksamheten, barnrådgivningsverksamheten och skolhälsovården inom samfundet. Hälsosystrarna arbetade med förebyggande hälsovård. De höll föreläsningar och kurser i bland annat barnvård, delade ut hälsoupplysningsmaterial och gjorde hembesök för att sprida kunskap om ämnen så som barnvård, tuberkulosbekämpning, nykterhet och andra former av sjukdomsförebyggande.  
Rachel Edgren tog även initiativet till att grunda Folkhälsans Barnavårdsinstitut som uppfördes 1933 på Tavaststjernagatan 7 i Helsingfors. På Barnavårdsinstitutet utbildades svenskspråkiga barnvårdare fram till 1996. I anslutning till institutet fanns även ett barnhem för barn i behov av korttidsvård på grund av moderns sjukdom eller behov av vila efter förlossningen. På barnhemmet fanns även en avdelning för prematurer. Under 1950-talet utvidgades institutet även med en poliklinik och en avdelning för barn med cerebral pares. 
Rachel Edgren arbetade vid Folkhälsan fram till 1956. Vid sidan av detta värv hade hon flera förtroendeuppdrag och tillfälliga arbetsuppgifter. På anhållan av Medicinalstyrelsen utsågs hon till den första föreståndarinnan för den första svenska sjuksköterske-, hälsosyster- och barnmorskeskolan som inrättades i Finland 1948. Hon var ordförande i Sjuksköterskeföreningen i Finland 1932–1952, ordförande för Sjuksköterskornas nordiska samarbetsorgan 1952–1956, och hon kallades till medlem av Finska Läkaresällskapet 1946. Inom ramen för Finlands Röda Kors medverkade hon också till att skapa och upprätthålla en sjuksköterskereserv. 
Under fortsättningskriget, när Sovjetunionen lämnade Hangö-området i början av december 1941, fick Rachel Edgren i uppdrag av staben för Hangöområdets militärförvaltning att leda saneringen av området för att civilbefolkningen tryggt skulle kunna återvända till området. 
Edgren tilldelades Florence Nightingale-medaljen 1949. Medaljen är den högsta internationella utmärkelsen för sjuksköterskor och den delas ut av Internationella Röda Korset. 

## Utmärkelser
- Florence Nightingale-medaljen,  1949[1][2]

[Redigera Wikidata]